# On a Clear Day You Can See Forever
On A Clear Day You Can See Forever (bra: Num Dia Claro de Verão; prt: Melinda) é um filme musical estadunidense de 1970, do gênero comédia, dirigido por Vincente Minnelli, com roteiro de Alan Jay Lerner baseado em um musical da Broadway de sua autoria.
Alan Jay Lerner fez inúmeras mudanças para adaptar a sua peça para o cinema. O personagem do professor francês Marc Chabot era originalmente austríaco e se chamava Mark Bruckner. A época em que viveu Melinda passou para uma ou duas décadas depois e a sua situação familiar também era diferente. Na peça, Melinda morre no mar e não em uma execução. A reencarnação de Melinda como Daisy não fica clara mas no filme isso acontece de fato. O meio-irmão de Daisy, Tad Pringle, foi criado para o filme. Jack Nicholson que fez o personagem, teve uma cena musical cortada da edição final. O futuro da relação de Daisy e Marc também foi alterado e muitos números musicais foram excluídos do filme.
As locações foram em Nova Iorque, no Central Park, Lincoln Center for the Performing Arts, no Edíficio da Pan Am (MetLife Building), na escadaria Upper West Side e nas avenidas Lexington e Park Avenue em Manhattan. As cenas no Reino Unido foram filmadas no Pavilhão Real em Brighton, Kemp Town e em East Sussex.
Nelson Riddle trabalhou no filme como supervisor musical, arranjador e maestro. Cecil Beaton desenhou os figurinos de época.
A Paramount Pictures planejara um filme de três horas, mas os executivos pediram a Vincente Minnelli que o encurtasse em uma hora.

## Sinopse
Para agradar o noivo conservador Warren e conseguir parar de fumar em cinco dias, a estudante universitária Daisy Gamble procura o professor de psiquiatria Marc Chabot na intenção de que ele resolva seu problema por intermédio do hipnotismo. Durante uma dessas sessões, o professor percebe que Daisy experimenta uma regressão e assume a personalidade de uma de suas vidas passadas, a nobre inglesa Lady Melinda Winifred Waine Tentrees, que foi julgada por traição em 1814 e executada no ano seguinte. O professor é atraído pela personalidade de Melinda e começa a investigar o caso de Daisy, descobrindo os seus extraordinários dons psíquicos. Enquanto o professor busca respostas, o reitor da universidade fica sabendo dessas experiências que classifica de "misticismo" e tenta forçar o educador a encerrar as investigações ou se demitir.

## Elenco
- Barbra Streisand.... Daisy Gamble
- Yves Montand.... Dr. Marc Chabot
- Bob Newhart.... Dr. Mason Hume
- Larry Blyden.... Warren Pratt
- Simon Oakland.... Dr. Conrad Fuller
- Jack Nicholson.... Tad Pringle
- John Richardson.... Robert Tentrees
- Pamela Brown.... Mrs. Fitzherbert
- Irene Handl.... Winnie Wainwhisle
- Roy Kinnear.... Prince Regent
- Peter Crowcroft.... advogado
- Byron Webster.... advogado
- Mabel Albertson.... Mrs. Hatch
- Laurie Main.... Lord Percy
- Kermit Murdock.... Hoyt III

## On a Clear Day You Can See Forever(álbum)
A trilha sonora foi lançada pela Columbia Records, em 1 de julho de 1970 e apresenta interpretações de Barbra Streisand e Yves Montand, além de coral arranjado e orquestração ao vivo.
As canções foram gravadas por Streisand e sua co-estrela Yves Montand no set no Samuel Goldwyn Studios em West Hollywood, Califórnia, no início de 1970.
As letras das dez canções foram escritas por Alan Jay Lerner, enquanto a música foi escrita por Burton Lane. Na quarta faixa, "Melinda", Luiz Bonfá e Maria Toledo são creditados como letristas adicionais. Streisand é creditadoa como única cantora em "Hurry! It's Lovely Up Here", "Love with All the Trimmings", "Go to Sleep", "He Isn't You", "What Did I Have That I Don't Have", e a versão reprise da faixa-título, enquanto Montand é creditado pela faixa-título, além de "Melinda" e "Come Back to Me". A segunda faixa é uma versão orquestral de "On a Clear Day (You Can See Forever)", interpretada por um coro ao vivo. O produção é de Wally Gold e os arranjos e condução são de Nelson Riddle.
Embora nenhuma música tenha sido lançada como single, a faixa-título, "On a Clear Day (You Can See Forever)", foi distribuída como um single promocional pela Columbia Records, em julho de 1970, apresentava a versão reprise da música como lado A e lado B.

### Recepção crítica
As resenhas dos críticos de música foram, em maioria, positivas. A equipe da revista Billboard escreveu que a força da faixa-título, "He Isn't You" e "What Did I Have That I Don't Have", fazem valer a pena comprar a trilha sonora. Eles também previram o sucesso nas paradas da revista, devido à popularidade do filme.
Vincent Canby, do jornal The New York Times, considerou "Love with All the Trimmings" o destaque devido ao seu "lirismo exuberante"; entre o resto da trilha sonora, ele listou  "Come Back to Me", "Go to Sleep", "On a Clear Day (You Can See Forever)", and "What Did I Have That I Don't Have" como "quatro outras canções excelentes".
William Ruhlmann, do site AllMusic, foi mais crítico, escrevendo: "O filme foi considerado um ponto baixo na carreira de Barbra Streisand, e a trilha sonora não é muito melhor". Embora ele tenha avaliado com duas estrelas de cinco, elogiou os vocais de Streisand. Ruhlmann criticou a decisão de incluir a maioria das canções de Montand: "[ele] consegue muito espaço no disco, tornando isso quase um desperdício total".

### Desempenho comercial
Comercialmente, a trilha sonora teve o menor desempenho de Streisand na Billboard 200, dos Estados Unidos, enquanto para Montand, serviu como sua única e mais alta entrada. Na semana de 25 de julho de 1970, a trilha sonora entrou no número 192, tornando-se a quinta estreia mais alta. Durante sua sétima semana nas paradas, alcançou a posição de número 108 nos Estados Unidos, tornando-se o primeiro álbum de Streisand a perder o top 100 da parada.
No total, permaneceu 24 semanas na Billboard 200. Mais tarde naquele ano, a outra trilha sonora de Streisand - The Owl and the Pussycat: Comedy Highlights and Music from the Soundtrack - teria um desempenho inferior nas paradas, alcançando apenas o número 186 e se tornando seu álbum de menor sucesso.

## Lista de faixas
| On a Clear Day You Can See Forever – Standard edition |                                                     |                                     |                    |         |  |
| N.º                                                   | Título                                              | Compositor(es)                      | Performer(s)       | Duração |  |
| 1.                                                    | "Hurry! It's Lovely Up Here"                        | Burton Lane Alan Jay Lerner         | Barbra Streisand   | 2:56    |  |
| 2.                                                    | "On a Clear Day (You Can See Forever)" (Main Theme) | Lane Lerner                         | Orchestra / Chorus | 2:28    |  |
| 3.                                                    | "Love with All the Trimmings"                       | Lane Lerner                         | Streisand          | 2:50    |  |
| 4.                                                    | "Melinda"                                           | Luiz Bonfá Lane Lerner Maria Toledo | Yves Montand       | 2:18    |  |
| 5.                                                    | "Go to Sleep"                                       | Lane Lerner                         | Streisand          | 3:01    |  |
| 6.                                                    | "He Isn't You"                                      | Lane Lerner                         | Streisand          | 2:14    |  |
| 7.                                                    | "What Did I Have That I Don't Have"                 | Lane Lerner                         | Streisand          | 5:58    |  |
| 8.                                                    | "Come Back to Me"                                   | Lane Lerner                         | Montand            | 4:25    |  |
| 9.                                                    | "On a Clear Day (You Can See Forever)"              | Lane Lerner                         | Montand            | 2:51    |  |
| 10.                                                   | "On a Clear Day (You Can See Forever)" (Reprise)    | Lane Lerner                         | Streisand          | 2:11    |  |
| Duração total:                                        | Duração total:                                      | Duração total:                      | Duração total:     | 31:12   |  |